# Tadeusz Ilczuk
Tadeusz Ilczuk (ur. 5 listopada 1909 w Kruzach, zm. 1 kwietnia 2006 w Warszawie) – generał brygady Wojska Polskiego, ekonomista, działacz ruchu ludowego, spółdzielca, poseł na Sejm PRL II, III, IV i V kadencji.

## Życiorys
Urodzony w rodzinie chłopskiej, był synem Jana. W 1929 ukończył gimnazjum w Drohiczynie. W 1930 wstąpił do Związku Młodzieży Wiejskiej RP „Wici”, a w 1932 do Stronnictwa Ludowego. Także w 1932 podjął pracę w Związku Spółdzielni Spożywców RP „Społem”. W 1935 uzyskał dyplom zawodowy w Szkole Głównej Handlowej w Warszawie. Na stopień podporucznika został mianowany ze starszeństwem z 1 stycznia 1936 i 3516. lokatą w korpusie oficerów rezerwy piechoty.
Jako podporucznik rezerwy został oficerem gospodarczym Komendy Obwodu Batalionów Chłopskich w Garwolinie w 1940. Potem był członkiem Trójki Wojewódzkiej Stronnictwa Ludowego „Roch”, a od maja 1944 komendantem okręgu II BCh. Walczył w powstaniu warszawskim. W jego warszawskim mieszkaniu odbywały się spotkania konspiracyjne działaczy „Rocha” i BCh, a także zebrania Rady Jedności Narodowej i Delegatury Rządu na Kraj. W październiku 1945 przeprowadził z rozkazu Komendy Głównej BCh ujawnienie oddziałów BCh z okręgu warszawskiego. Zweryfikowano go następnie w stopniu majora Wojska Polskiego. W 1949 zdobył tytuł magistra nauk ekonomicznych w Szkole Głównej Planowania i Statystyki (dawnej SGH).
Od sierpnia 1945 działał w Polskim Stronnictwie Ludowym. W grudniu 1947 przeszedł do „lubelskiego” SL, z którym w listopadzie 1949 przystąpił do Zjednoczonego Stronnictwa Ludowego. Od 1959 do 1973 zasiadał w Naczelnym Komitecie tej partii. Pełnił też funkcje wiceprezesa Centralnego Związku Kółek Rolniczych i później prezesa Związku Spółdzielni Oszczędnościowo-Pożyczkowych.
W 1957, 1961, 1965 i 1969 uzyskiwał mandat posła na Sejm PRL. Zasiadał w Komisji Rolnictwa i Przemysłu Spożywczego oraz w Komisji Nadzwyczajnej do opracowania projektu ustawy o Najwyższej Izbie Kontroli (II kadencja), w trakcie II i V kadencji zasiadał w Komisji Handlu Wewnętrznego (w V kadencji przewodniczący komisji). Ponadto w II i III kadencji pełnił funkcję zastępcy przewodniczącego Komisji Handlu Zagranicznego, a w IV Komisji Przemysłu Lekkiego, Rzemiosła i Spółdzielczości Pracy. Członek Polskiej Grupy Unii Międzyparlamentarnej w trakcie IV kadencji.
Od 1990 był działaczem Ogólnopolskiego Związku Żołnierzy Batalionów Chłopskich. Na wniosek zarządu głównego Związku prezydent Aleksander Kwaśniewski mianował go w 2002 na stopień generała brygady. Był redaktorem Państwowego Wydawnictwa Rolniczego i Leśnego. Pochowany na Cmentarzu Wojskowym na Powązkach (kwatera D18-L11-11). Jego biografię w formie książkowej wydał w 2017 Janusz Gmitruk.

## Ordery i odznaczenia
- Order Sztandaru Pracy II klasy
- Krzyż Komandorski Orderu Odrodzenia Polski (2000)[4]
- Krzyż Kawalerski Orderu Odrodzenia Polski
- Order Krzyża Grunwaldu III klasy
- Krzyż Walecznych
- Krzyż Partyzancki
- Warszawski Krzyż Powstańczy
- Odznaka 1000-lecia Państwa Polskiego (1966)[5]